# Google Summer of Code

Offizielles Logo

Google Summer of Code (kurz: GSoC) ist ein von Google organisiertes jährliches Programmierstipendium. Dabei können Studenten durch ihre Mitarbeit an einem Open-Source-Projekt eine finanzielle Unterstützung erhalten. Die entsprechenden Projekte übernehmen dabei auch eine Mentorenrolle und unterstützen die Studenten bei ihrer Arbeit. Seit 2022 können sich neben Studenten auch andere Erwachsene für das Programm bewerben.

## Beschreibung
2005 fand der Wettbewerb zum ersten Mal statt, wobei laut Google von 8.744 Bewerbern 419 Studenten ausgewählt wurden, von denen wiederum 80 Prozent das gesteckte Ziel erreichten und die volle Prämie bekamen. Das dreimonatige Stipendium umfasst eine Prämie von insgesamt 5.500 US-Dollar, wovon 5.000 an den Studenten und 500 an das eigentliche Softwareprojekt gehen. Seinen Namen bekam der Summer of Code in Anlehnung an den Summer of Love. Zwischen 2007 und 2009 war Leslie Hawthorn die Programm-Managerin, danach war es von 2010 bis 2015 Carol Smith, bis 2016 Stephanie Taylor diese Aufgabe übernahm.

## Entwicklung Stipendien
| Jahr | Anzahl Organisationen | Anzahl Stipendien für Studenten | Budget     | Erfolgsquote | Bemerkungen |
| ---- | --------------------- | ------------------------------- | ---------- | ------------ | --- |
| 2005 | 41                    | 419                             | 2,0 Mio. $ | 80 %         | |
| 2006 | 102                   | 630                             | 3,0 Mio. $ | 82 %         | |
| 2007 | 135                   | 905                             | 4,0 Mio. $ | 81 %         | |
| 2008 | 174                   | 1125                            | 5,0 Mio. $ | 83 %         | |
| 2009 | 150                   | 1000                            | 5,0 Mio. $ | 85 %         | |
| 2010 | 150                   | 1026                            | 5,0 Mio. $ | 89 %         | |
| 2011 | 175                   | 1115                            | 7,2 Mio. $ | 88 %         | 50 neue Projekte, die bisher nicht am Google Summer of Code teilgenommen hatten.                                           |
| 2012 | 180                   | 1212                            |            | 88 %         | 41 neue Projekte, die bisher nicht am Google Summer of Code teilgenommen hatten.                                           |
| 2013 | 177                   | 1192                            |            | 88,6 %       | 40 neue Projekte, die bisher nicht am Google Summer of Code teilgenommen hatten.                                           |
| 2014 | 190                   | 1307                            |            | 89,7 %       | 10-jähriges Jubiläum. |
| 2015 | 137                   | 1051                            |            | 88,2 %       | 37 neue Projekte, die bisher nicht am Google Summer of Code teilgenommen hatten.                                           |
| 2016 | 178                   | 1206                            |            | 85,6 %       | |
| 2017 | 201                   | 1309                            |            | 86,2 %       | |
| 2018 | 212                   | 1264                            |            | 84,8 %       | |
| 2019 | 201                   | 1276                            |            | 89,05 %      | |
| 2020 | 199                   | 1198                            |            | 92,32 %      | |
| 2021 | 202                   | 1292                            |            | 93,27 %      | Der Projektumfang wurde auf 175 Stunden und die Projektdauer auf 10 Wochen reduziert.                                      |
| 2022 | 196                   | 1209                            |            | 87,18 %      | Erstmals dürfen nicht nur Studierende teilnehmen. Außerdem wird nun zwischen mittleren und großen Projekten unterschieden. |
| 2023 | 172                   | 959                             |            |              | |
| 2024 | 195                   | 1188                            |            |              | |
| 2025 | 185                   | 1293                            |            |              | |

## Projekte, an denen Studenten mitwirken (Auswahl)
- AbiSource
- Adium
- AerospaceResearch.net
- Apache Software Foundation
- Ardour
- ArgoUML
- Battle for Wesnoth
- Bazaar
- Beagle
- Blender Foundation
- Boost C++
- BZFlag
- Coppermine Photo Gallery
- Creative Commons
- Crystal Space
- Debian
- Django
- Drupal
- DSpace
- Eclipse
- Electronic Frontier Foundation
- Etherboot
- eXist
- Fedora
- FFmpeg
- FreeBSD
- Freenet
- Freevo
- Freifunk
- GCC
- gEDA Project
- Gentoo Foundation
- Git
- Gnome
- GNU-Projekt
- GnuCash
- GNUstep
- Google
- Haiku
- hugin / panotools
- Inkscape
- Internet2
- Jikes
- Jitsi
- Joomla
- JSBML
- KDE
- Kodi
- LibreOffice
- LimeSurvey
- Mapbender
- MacPorts
- maemo
- MariaDB
- MoinMoin Wiki Project
- Mono-Projekt
- Moodle
- Mozilla Foundation
- MySQL AB
- NetBSD
- Nmap
- OGRE
- One laptop per child
- Open Source Applications Foundation
- OpenAFS
- OpenCog
- Openmoko
- OpenOffice.org
- OpenSolaris
- OpenStreetMap
- Oregon State University Open Source Lab (OSU OSL)
- OSCAR
- Open Source Geospatial Foundation
- Open Roberta
- The Perl Foundation
- PHP
- phpBB
- Pidgin
- Plan 9
- PlanetMath
- Plone Foundation
- Polypheny
- PostgreSQL
- Python Software Foundation
- R
- ReactOS
- Rockbox
- Ruby Central, Inc.
- Sage Math Software
- Samba
- Scala
- SCons Foundation
- Scribus
- ScummVM
- SilverStripe
- Space Telescope Science Institute
- Squeak
- SquirrelMail
- Synfig
- Subversion
- TYPO3
- Ubuntu
- VideoLAN
- Vim
- Wikimedia Foundation
- Wine Project
- Wireshark
- WordPress
- wxPython
- wxWidgets
- X.Org Foundation
- Xiph.Org Foundation
- XMMS2
- XMPP Standards Foundation
- Zikula
- Zope Foundation